# 赤塚町 (名古屋市)
赤塚町（あかつかちょう）は、愛知県名古屋市東区にある地名。丁番を持たない単独町名である。住居表示一部実施。

## 地理
名古屋市東区西部に位置する。南は相生町、北東は芳野三丁目、北西は芳野一丁目、南西は白壁五丁目、南東は徳川一丁目・同二丁目に接する。

## 歴史

### 町名の由来
鉄砲稽古場の的として築かれた赤土の塚に由来するという。

### 沿革
- 江戸時代 - 名古屋城下において赤塚町として所在[1]。
- 1878年（明治11年）12月20日 - 名古屋区赤塚町となる[1]。
- 1889年（明治22年）10月1日 - 名古屋市成立に伴い、同市赤塚町となる[1]。
- 1908年（明治41年）4月1日 - 東区成立に伴い、同区赤塚町となる[1]。
- 1980年（昭和55年）
  - 2月10日 - 一部が相生町および徳川二丁目に編入される[4]。白壁町・長塀町・東芳野町の各一部を編入する[1]。
  - 9月13日 - 一部が徳川一丁目に編入される[5]。

## 世帯数と人口
2019年（平成31年）2月1日現在の世帯数と人口は以下の通りである。
| 町丁   | 世帯数  | 人口  |
| ------ | ------- | ----- |
| 赤塚町 | 156世帯 | 294人 |

### 人口の変遷
国勢調査による人口の推移。
| 1995年（平成7年）  | 263人 |  |  |
| 2000年（平成12年） | 251人 |  |  |
| 2005年（平成17年） | 273人 |  |  |
| 2010年（平成22年） | 287人 |  |  |
| 2015年（平成27年） | 282人 |  |  |

### 世帯数の変遷
国勢調査による世帯数の推移。
| 1995年（平成7年）  | 113世帯 |  |  |
| 2000年（平成12年） | 113世帯 |  |  |
| 2005年（平成17年） | 126世帯 |  |  |
| 2010年（平成22年） | 145世帯 |  |  |
| 2015年（平成27年） | 162世帯 |  |  |

## 学区
市立小・中学校に通う場合、学校等は以下の通りとなる。また、公立高等学校に通う場合の学区は以下の通りとなる。
| 番・番地等 | 小学校                 | 中学校               | 高等学校 |
| ---------- | ---------------------- | -------------------- | -------- |
| 全域       | 名古屋市立東白壁小学校 | 名古屋市立冨士中学校 | 尾張学区 |

## 交通
- 国道19号[2]
- 基幹バス[2]

## 施設
- 真宗大谷派心海寺[2]
- 三菱UFJ銀行貨幣資料館
- 赤塚北どんぐりひろば[WEB 13]
- 赤塚町どんぐりひろば[WEB 13]
- 名古屋相互銀行赤塚支店

2丁目1番地。1951年（昭和26年）4月16日開設。1955年（昭和30年）6月27日平田町に移転し、同行平田町支店と改称。
- 三菱UFJ銀行貨幣資料館

## 人物
- 熊田休庵[3]
- 国枝松字[3]
- 大野屋嘉六[3]

## その他

### 日本郵便
- 郵便番号 : 461-0026[WEB 3]（集配局：名古屋東郵便局[WEB 14]）。

### WEB
1. ↑  “愛知県名古屋市東区の町丁・字一覧”.   人口統計ラボ. 2017年2月11日閲覧。
2. 1 2  “町・丁目(大字)別、年齢(10歳階級)別公簿人口(全市・区別)”.   名古屋市 (2019年2月20日). 2019年3月10日閲覧。
3. 1 2  “郵便番号”.  日本郵便. 2019年3月17日閲覧。
4. ↑  “市外局番の一覧”.   総務省. 2019年1月6日閲覧。
5. ↑  名古屋市役所市民経済局地域振興部住民課町名表示係 (2015年10月21日). “東区の町名”.   名古屋市. 2017年2月20日閲覧。
6. 1 2  総務省統計局 (2014年3月28日). “平成7年国勢調査の調査結果(e-Stat) - 男女別人口及び世帯数 －町丁・字等” (CSV). 2021年7月20日閲覧。
7. 1 2  総務省統計局 (2014年5月30日). “平成12年国勢調査の調査結果(e-Stat) - 男女別人口及び世帯数 －町丁・字等” (CSV). 2021年7月20日閲覧。
8. 1 2  総務省統計局 (2014年6月27日). “平成17年国勢調査の調査結果(e-Stat) - 男女別人口及び世帯数 －町丁・字等” (CSV). 2021年7月21日閲覧。
9. 1 2  総務省統計局 (2012年1月20日). “平成22年国勢調査の調査結果(e-Stat) - 男女別人口及び世帯数 －町丁・字等” (CSV). 2021年7月21日閲覧。
10. 1 2  総務省統計局 (2017年1月27日). “平成27年国勢調査の調査結果(e-Stat) - 男女別人口及び世帯数 －町丁・字等” (CSV). 2021年7月21日閲覧。
11. ↑  “市立小・中学校の通学区域一覧”.   名古屋市 (2018年11月10日). 2019年1月14日閲覧。
12. ↑  “平成29年度以降の愛知県公立高等学校（全日制課程）入学者選抜における通学区域並びに群及びグループ分け案について”.   愛知県教育委員会 (2015年2月16日). 2019年1月14日閲覧。
13. 1 2  名古屋市役所 子ども青少年局子育て支援部子育て支援課子育て支援係 (2017年11月15日). “東区のどんぐりひろば一覧”.   名古屋市. 2019年12月27日閲覧。
14. ↑  郵便番号簿 平成29年度版 - 日本郵便. 2019年03月10日閲覧 (PDF)

### 書籍
1. 1 2 3 4 5 6  名古屋市計画局 1992, p. 738.
2. 1 2 3 4 5  「角川日本地名大辞典」編纂委員会 1989, p. 1512.
3. 1 2 3 4  名古屋市計画局 1992, p. 135.
4. ↑  名古屋市計画局 1992, pp. 737–738.
5. ↑  名古屋市計画局 1992, p. 739.
6. 1 2 3  名古屋相互銀行行史編纂室 1980, p. 412.

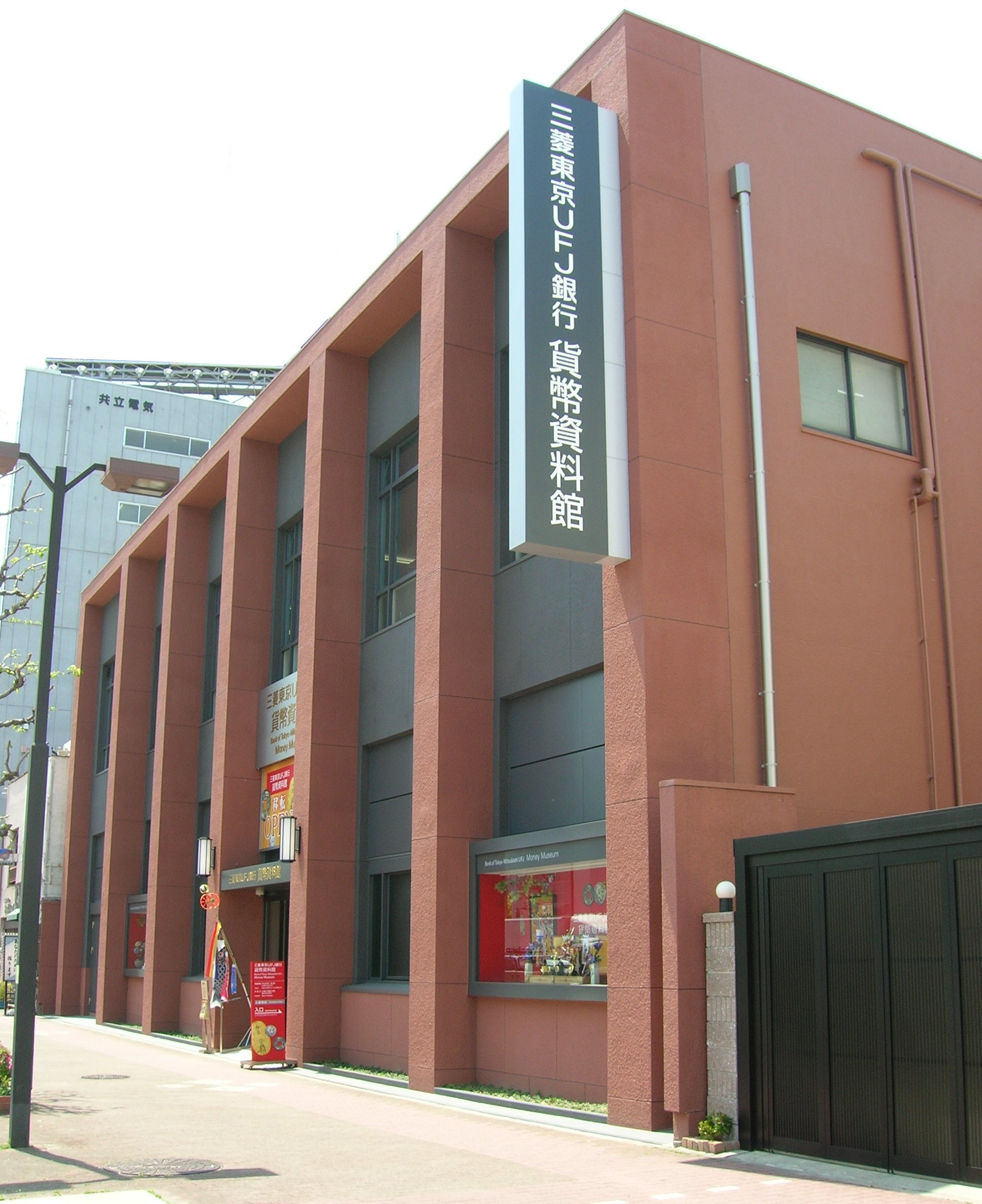
三菱UFJ銀行貨幣資料館